# Sophonia cyatheana
Sophonia cyatheana är en insektsart som beskrevs av Li och Wang 1992. Sophonia cyatheana ingår i släktet Sophonia och familjen dvärgstritar. Inga underarter finns listade i Catalogue of Life.